# エマニュエル・エブエ
エマニュエル・ヨボ・ジョボ・エブエ（Emmanuel YoBo Jobo Eboué、1983年6月4日 - ）は、コートジボワール・アビジャン出身の元サッカー選手。元コートジボワール代表。現役時代のポジションはディフェンダー。

## 経歴

### クラブ
フランス人育成監督のジャン＝マルク・ギユーがコートジボワールの首都アビジャンに創設した「アカデミー・ジャン＝マルク・ギユー」（ASECミモザ）出身。
アーセナルFCで2005-06シーズンにブレイクした選手の1人。2004年の夏、練習生としてアーセナルのトライアルを受け、これに合格。ローレンらサイドバック陣の怪我によりレギュラーを掴んだ。チームが準優勝した2005-06シーズンのUEFAチャンピオンズリーグ決勝戦では、左サイドから攻撃に来るエトーやロナウジーニョを抑え込み、この試合でマン・オブ・ザ・マッチに輝いている。2011-12シーズンは新加入のジェルヴィーニョが元々背番号は27番を好んで着ける傾向があるため、エブエが着けていた27番をジェルヴィーニョに奪われ、背番号が未定のまま新シーズンを迎えることになると思われていたが、2011年8月16日、ガラタサライSKに移籍した。契約期間は4年間で移籍金は350万ユーロ。2015年6月に契約満了により退団。
それから半年間の無所属の後、馴染んだプレミアリーグのサンダーランドAFCの練習に参加、クラブの信頼を得て2016年3月に短期契約を結んだ。しかし入団以前から代理人のセバスティアン・ボワソーがエブエの報酬未払いを国際サッカー連盟（以下、FIFA）に提訴しており、FIFAはボワソーの訴えを認めてエブエに未払金の支払い猶予も与えていたが、エブエは期限内に支払わなかった。これにより3月31日、FIFAはエブエに1年間の出場停止処分を下し、エブエはスポーツ仲裁裁判所に提訴したが、棄却された。この事態を受けてサンダーランドはエブエから代理人との金銭トラブルを報告されていなかったことを理由にわずか22日間で契約解除を通告した。出場停止処分が明けた2017年夏にキプロスリーグのクラブ入団に合意したが、メディカルチェックでの血液異常を理由に契約は破棄された。その際にエブエはAIDSに感染していると報じられたが、後にエブエ本人は否定している。悪いことは続き、2017年暮れには夫人との離婚裁判で敗訴し、ほぼ全ての財産と子供の親権も失い、同年12月には住居も失い、知人宅で居候生活を送っている現状を告白しており、事実上の現役引退状態となっている。
2017年12月より、身の上を案じたファティ・テリムの紹介によりガラタサライSKU-14のコーチをしている。2018年にはガラタサライのスカウトチームの一員として各地の視察に向かう傍ら、6月にはロンドンで行われたアーセナルレジェンズのレアル・マドリード戦にも参加している。2019年に幼馴染と再婚、6月にはフランスのラジオ局の番組に出演し、2016年にプレーできなかった頃や離婚の話を回想し、いまだに抗うつ剤を飲んでいることも明かした。
2019年12月には母国コートジボアールのアビジャンで『エマニュエル・エブエFC』の名で若手を育成する団体を設立する手続きを始めたことを表明した。地元紙のインタビューでは、かつて自分を育ててくれたギユーと同じように、直接若い世代に自分たちの経験を伝えるための団体を作った方がいいという考えと、現役復帰は今の自分の関心事ではないとコメントした。2021年にはコートジボアールで育成活動に取り組んでいる様子が報道されている。

### 代表
コートジボワール代表としては2004年にデビューし、その後アフリカネイションズカップとワールドカップに出場。2009年11月18日の親善試合のドイツ戦では代表初ゴールを挙げた。

## エピソード
- アーセナルではムードメーカー的な存在であった。元チームメイトで仲が良かったエマニュエル・アデバヨールは「エブエは愉快な奴なんだ。ジルベルトの家に集まった時、トラの着ぐるみを着ている奴がいて驚いたらエブエだった。『なんだ! ただのエブエか!』と安心したよ。」と語っている[5]。
- 2008-09シーズンではホームゲームでミスを連発してしまい、一部のアーセナルサポーターからブーイングをされ、「非常に落ち込んだ。」と語った。その後、一部のファンからの謝罪やチームメイトの支えにより「立ち直った」と語っている。
- FIFAワールドカップ2010のグループリーグ第3節、北朝鮮戦において、朝鮮語を全く理解できないエブエが試合中に北朝鮮の代表監督金正勲の指示を真剣な表情で聞いている様子がテレビカメラに映り、彼の明るい性格も相まって、シュールな光景として世界中で話題になった。後日、空港で一緒になった北朝鮮代表の選手に「君は僕らの言葉を喋れるのかい？」と聞かれ、「そうさ」と答えたことを明かしている[6]。
- ゴールパフォーマンスは、アフリカの独特なダンスを踊ることが多い。

## 所属クラブ
- ASECミモザ 2001-2002
- KSKベフェレン 2002-2005
- アーセナルFC 2005-2011
- ガラタサライSK 2011-2015
- サンダーランドAFC 2016

## 代表歴

### 出場大会
- コートジボワール代表
  - 2006 FIFAワールドカップ
  - 2010 FIFAワールドカップ

### 試合数
- 国際Aマッチ 78試合 3得点（2004年-2013年）[7]

| コートジボワール代表 | 国際Aマッチ | 国際Aマッチ |
| 年                   | 出場        | 得点        |
| -------------------- | ----------- | ----------- |
| 2004                 | 1           | 0           |
| 2005                 | 4           | 0           |
| 2006                 | 12          | 0           |
| 2007                 | 4           | 0           |
| 2008                 | 16          | 0           |
| 2009                 | 10          | 1           |
| 2010                 | 14          | 1           |
| 2011                 | 6           | 0           |
| 2012                 | 6           | 1           |
| 2013                 | 5           | 0           |
| 通算                 | 78          | 3           |

## タイトル

### クラブ
ガラタサライ
- スュペル・リグ : 2011-12, 2012-13, 2014-15
- テュルキエ・クパス : 2013-14, 2014-15
- テュルキエ・スュペル・クパス : 2012, 2013, 2015